# Kjell Kristiansen
Kjell Kristiansen (Asker, 19 marzo 1925 – 19 settembre 1999) è stato un calciatore norvegese.

## Carriera

### Club
Ha militato nell'Asker dal 1946 al 1963.

#### Nazionale
Ha disputato 26 incontri con la nazionale norvegese, mettendo a segno 10 reti. Ha preso parte ai Giochi olimpici del 1952 di Helsinki.